# 芳山镇
芳山镇是锦州黑山县西北部的一个镇，由于“镇”字与其的行政级别相同而出现重叠，公属文宣中，鲜有称其为“芳山镇镇”者。在现在的许多出版物上，都标为“芳山”，这是一种不严谨的做法。

## 地形
丘陵、平原、山地、湿甸相混。西北、中部有连绵山脉。流经中、南的两条季节河在龙湾水库上游汇合。蛇盘山为最大山脉，主峰302米,域内最高点。

## 经济
以农业为主，主要作物为玉米、高粱、花生,而高粱加工的秫米亦为民众的主食。间以北方一些小粮食谷类。畜牧品种为牛、羊,已及民间散养的猪,大型养殖的蛋鸡。重要畜力为马、驴。
工业比较微薄，早期主要为粮食加工，肥、矿料加工,农具厂。现有以农产品为原料的粗加工作业。
近年商业略有起色,主要满足乡邑需给服务。中心村原本有一个集市市场，后在边缘又增置两个，连为一体，布局不尽合理。

## 文化
主体为北方民族文化。溯其源祖，则黄河、山东、渤海、满洲文化多类汇融。民族为汉、散居的接纳汉文化的满和少量的回族。方言为锦州北部语源。在民间文化自给自足的传承方式下，现代文化主要来源为电视和人员流通的传播扩散。书籍、电影来源较少，基本没有报纸、刊志。

## 民俗
从农历二十三小年起，即按照临近春节的每日约俗进行节庆仪式。一般要蒸制粘食,进入冬季要积渍酸菜。端午节更需以香蒿洗面，挽五彩线到蛇盘山集游登高。由于经济所限,不能提供经常的采购机会，约定农历三六九为集市,集中生活农事交易。现在仍保有剪纸、风筝、祈礼、娱戏等民间习艺。传统民居为土木结合式,多为平顶。有大型家事不论黑白都要馔饮。保有较浓厚的家族、宗亲观念。
在信教团体中，以佛教为最，次为穆斯林的回教。有术士提供风水、卜卦、吉凶预测等。另外比较不常见的财神、火神、狐仙图腾也有信仰者。在北部的四方台,为争夺一块交界山地，每年要进行简单武器(石块木棍)的搏斗，可考资料显示源自清代。是这里最原始形态的文化遗存,不过近年多被制止。

## 旅游
主要旅游景点为以佛教、道教以及民间神祀崇拜为主题的蛇盘山旅游区。蛇盘山早期曾有庙会举行，建筑也较规整,有多宝塔等。但经历文革等社会变故后趋于冷淡。近年景区的开发，庙会和从未断停的端午节游赏一起成为旅游时尚，端午来临，四合咸庆，满山热闹，香气鼎沸，颇具特色。另有龙湾水库拟做开发。山峰东侧岭有中继微波站为最高人工建筑。

## 衍变
在现代价值的影响下，传统文化、生活方式缓慢变化，科学、商业概念为民众采纳习用。外出人口开始增加，升学、务工、婚嫁为主要外流进城方式。这导致年青人减少，进而新出生人口减少，结构出现老龄化趋向。2005年，全镇遭禽流感袭击，连锁反应使经济不景气，削弱了民众的小乡镇运做观念。

## 总评
芳山镇是北方中原民间文化与东北本土文化的集中,在众多历史变革下，它反映了一般中国农业文明的现代状态,在传统与现代,文明与盲昧,淳朴与市井的交错中，展现出民生百态。因此是一种较有征象性的文化类型。

## 行政区划
桥头溪乡下辖以下地区：
芳山村、八间村、东孟屯村、石柱子村、佛堂村、牛蹄洼村、四芳台村、北水泉村、靠边村、韭池子村、英窝村、河洼村、东公廒村、李屯村、庙岗子村、小新村、罗台村、北郭屯村、赵屯村、老河身村和西孟屯村。